# Tercera dinastia de Kish
La tercera dinastia de Kish és el nom que van rebre els llegendaris reis sumeris que van exercir l'hegemonia de la regió amb centre a Kish, després que l'exercís el regne de Mari (Mesopotàmia). Només es coneix el nom d'un sobirà, en aquest cas una reina, Kug-Baba, l'única dona de la llista reial. La llegenda li atribueix cent anys de mandat. El domini va passar després a Akxak.